# Orsa deleta
Orsa deleta är en fjärilsart som beskrevs av George Francis Hampson 1924. Orsa deleta ingår i släktet Orsa och familjen nattflyn. Inga underarter finns listade i Catalogue of Life.